# Dommartin-Dampierre
Dommartin-Dampierre é uma comuna francesa na região administrativa do Grande Leste, no departamento de Marne. Estende-se por uma área de 8.27 km², e possui 67 habitantes, segundo o censo de 2018, com uma densidade de 8.1 hab/km².